# Lulundilu
Lulundilu is een bestuurslaag in het regentschap Oost-Soemba van de provincie Oost-Nusa Tenggara, Indonesië. Lulundilu telt 961 inwoners (volkstelling 2010).